# Ashiqs de Azerbaiyán
El arte de los ashiqs de Azerbaiyán es una práctica que agrupa la poesía, narrativa, canto, danza y música instrumental representando escenas tradicionales que constituyen un símbolo de la cultura del pueblo azerbaiyano.Patrimonio cultural inmaterial de la Unesco desde el 2009.

## Características
El arte de los ashiqs de Azerbaiyán se caracteriza por el acompañamiento con el saz o kopuz, que es un instrumento musical cordófono. Comprende un repertorio aproximado de 200 cantos, 150 composiciones musicales y poéticas denominadas dastans, unos 2000 poemas de todo género y un número indeterminado de narraciones.
El arte de los ashiqs tiene variantes regionales dentro de Azerbaiyán que pueden comprender otros instrumentos musicales, pero que se unifican por el vínculo con el lenguaje nacional así como la historia artística común.

## Importancia de los ashiqs
El arte de los ashiqs es considerado el emblema de la identidad azerbaiyana, así como el custodio de la lengua, literatura y la música de Azerbaiyán. Además de representar la conciencia colectiva del pueblo, contribuyen a promover los intercambios y el diálogo entre las culturas, pues el arte de los ashiqs también es practicado por los pueblos kurdos, lezguianos, talishes, tats y otros grupos étnicos de Azerbaiyán.
El arte de los ashiqs de Azerbaiyán fue incluido en el año 2009 dentro de la Lista representativa del Patrimonio Cultural Inmaterial de la Humanidad por la Unesco.